# باسقال
باسقال (به ترکی آذربایجانی: Basqal) یک منطقه مسکونی در جمهوری آذربایجان است که در شهرستان اسماعیل‌لی واقع شده است. باسقال ۱۵۰۰ نفر جمعیت دارد.

## نگارخانه

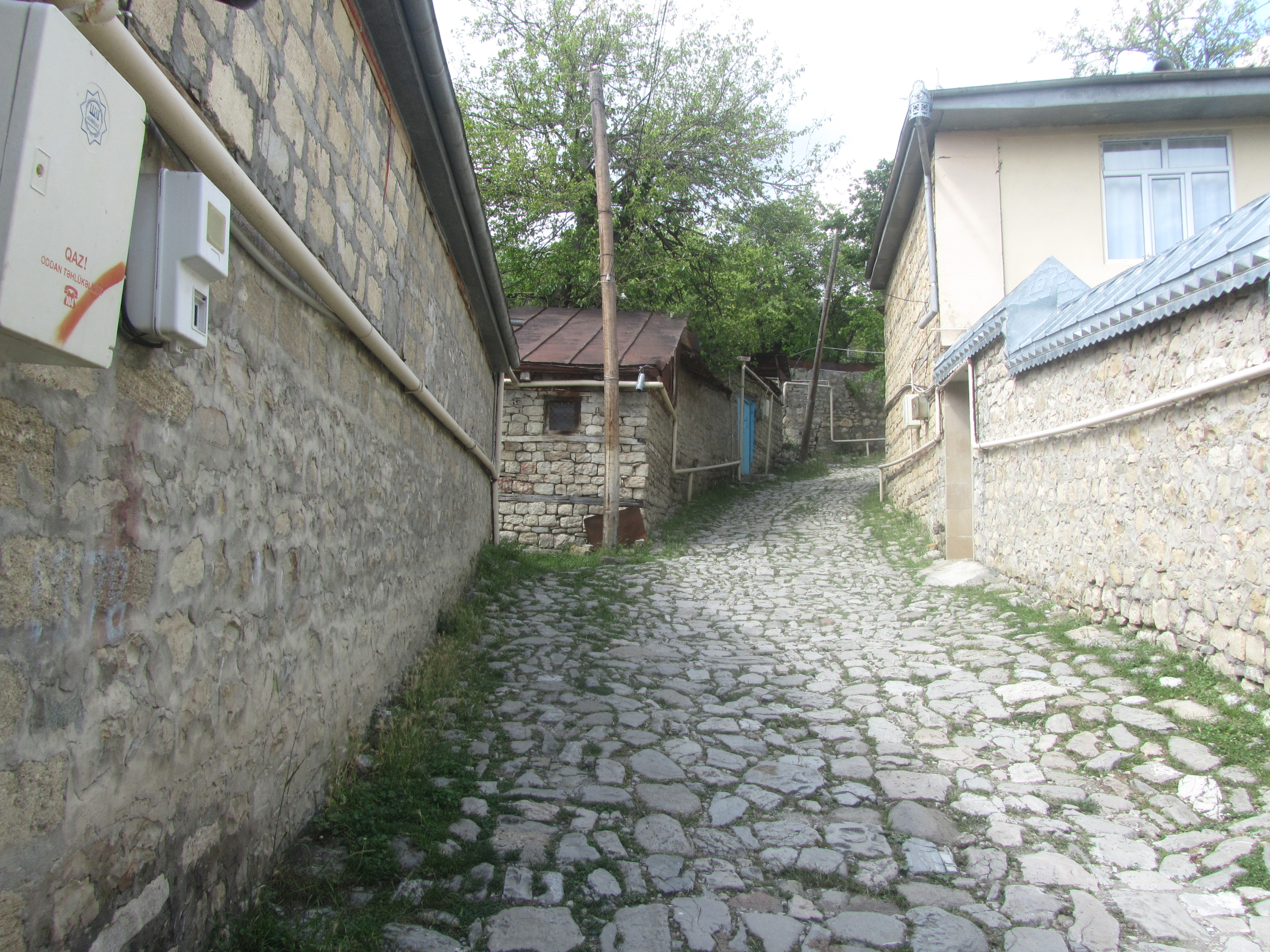
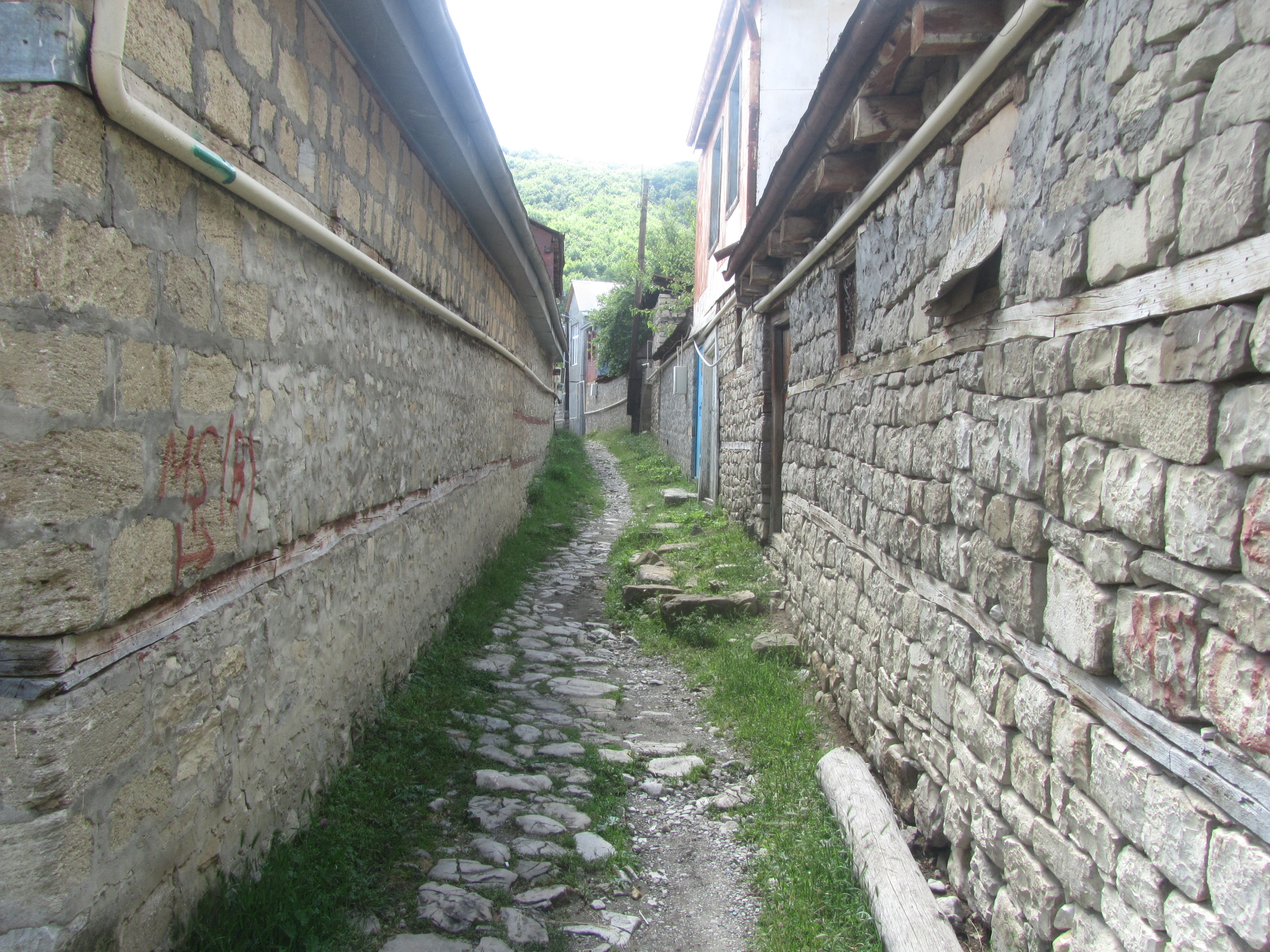
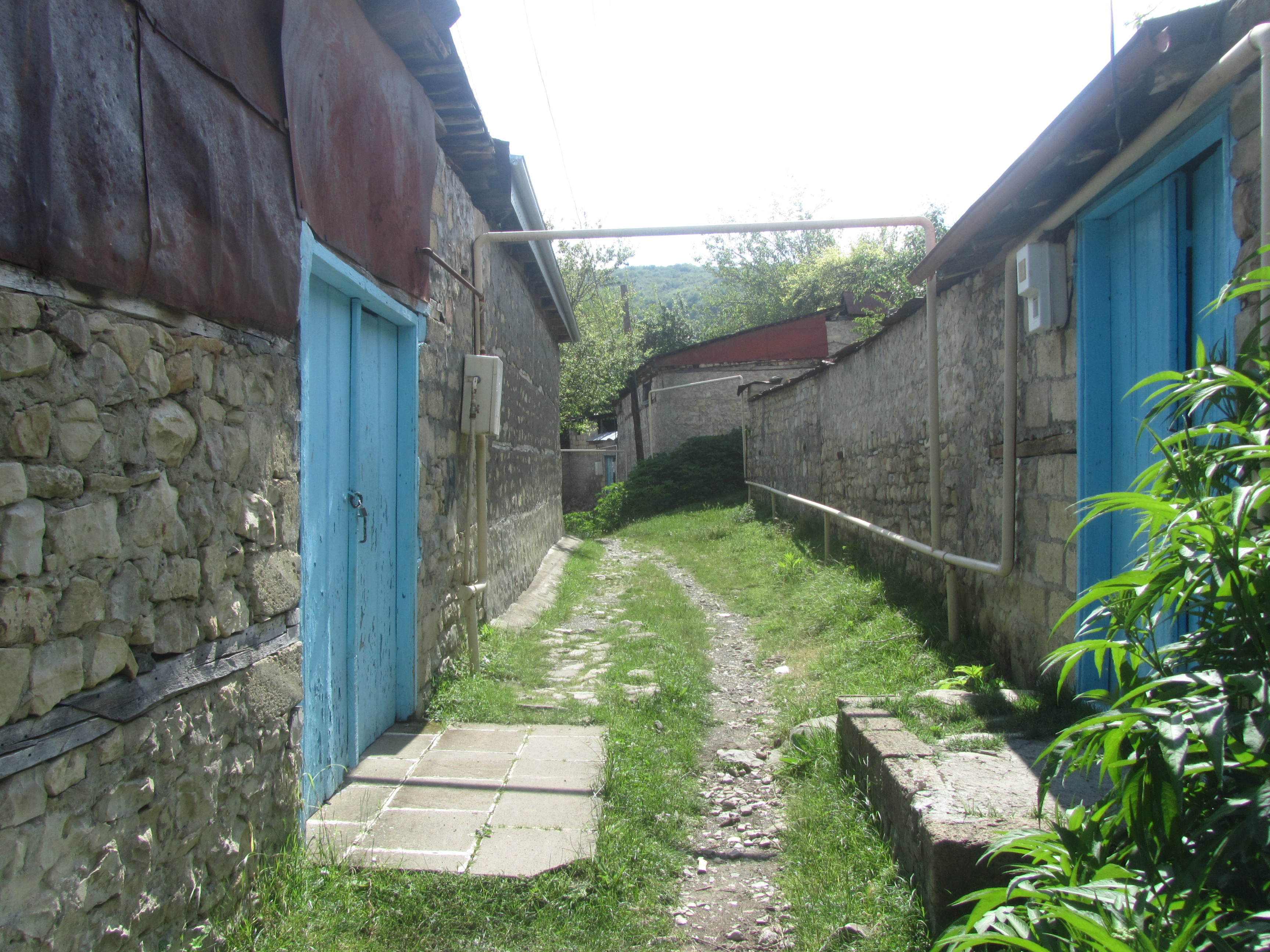
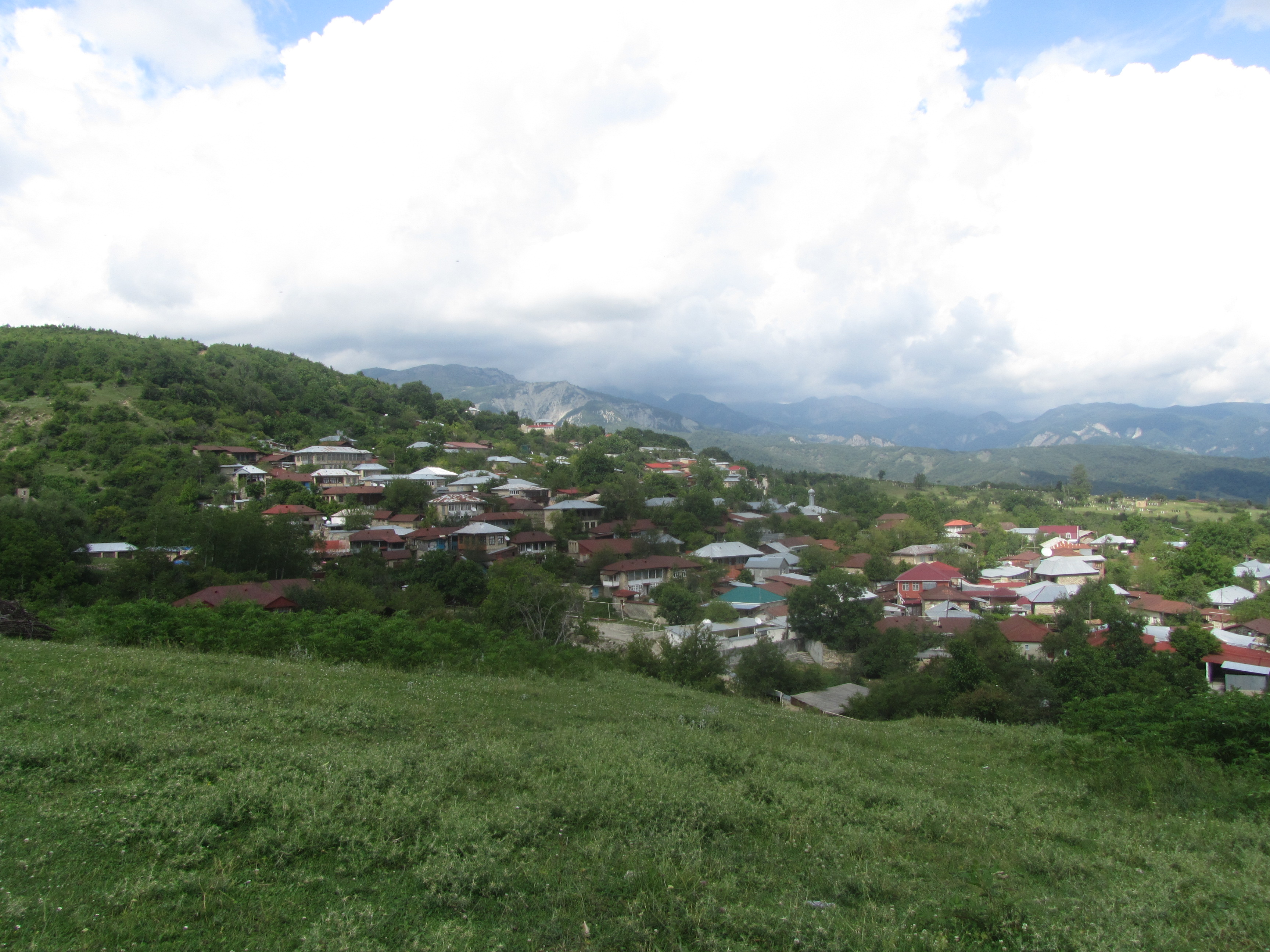
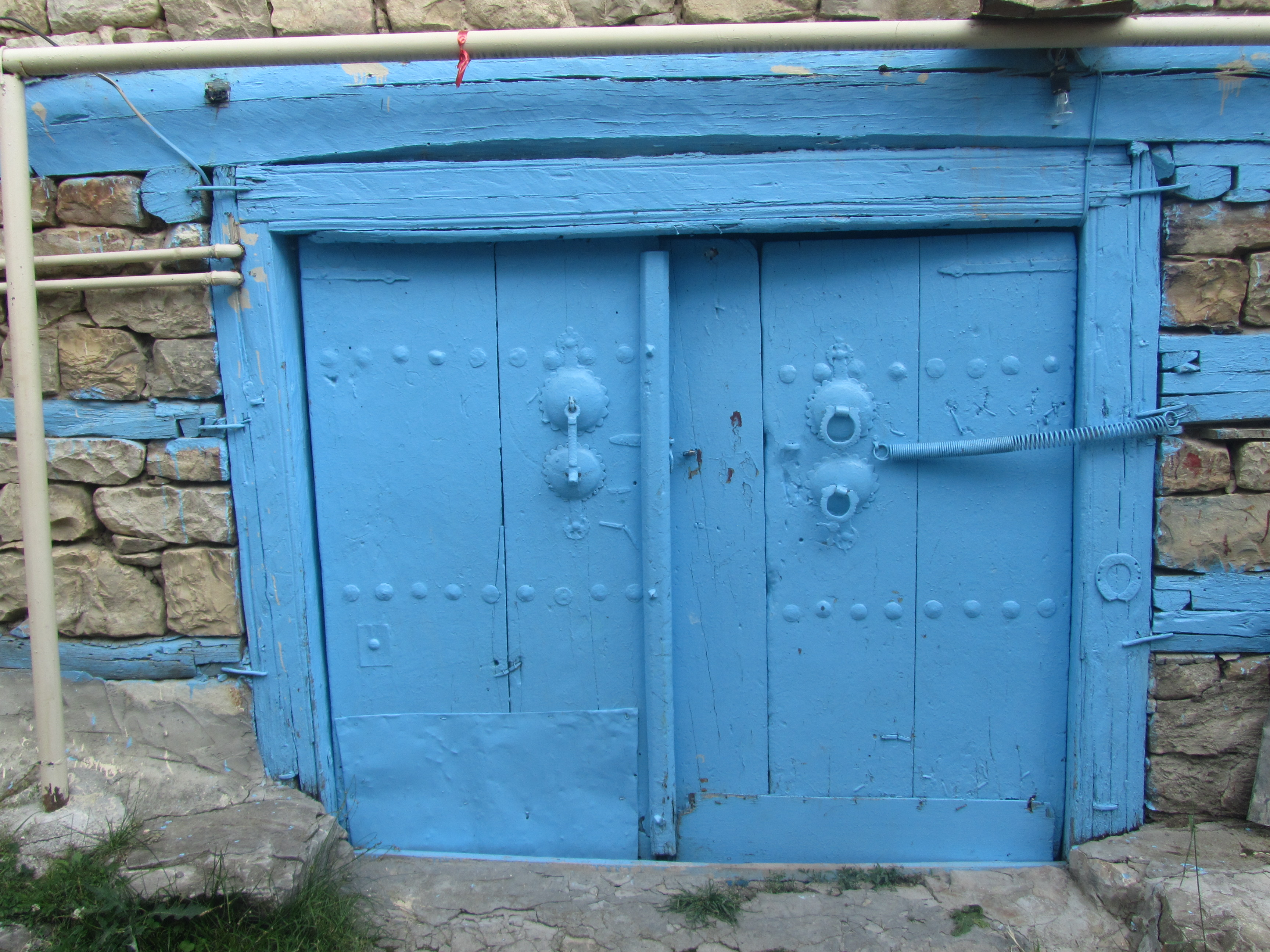
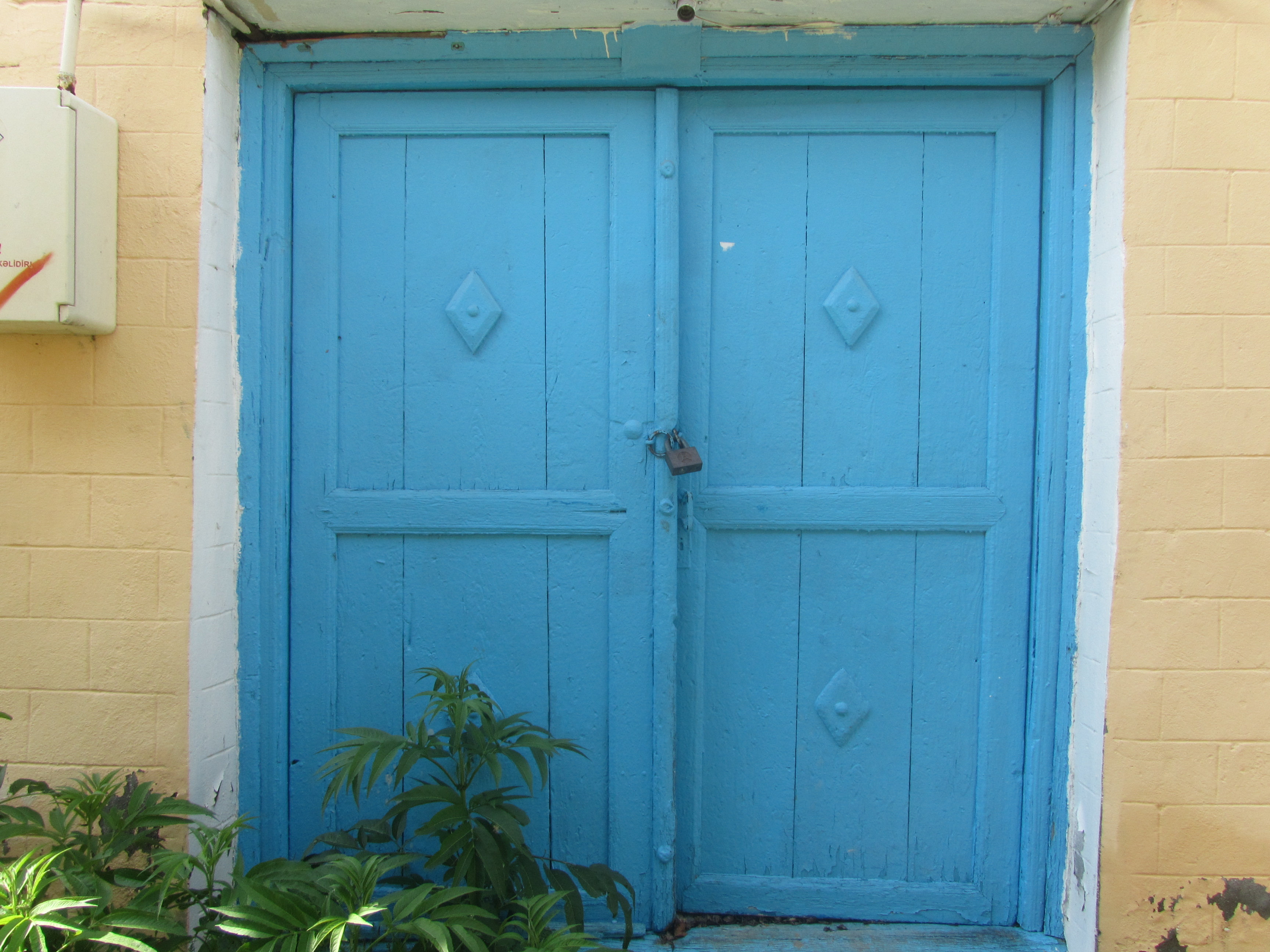
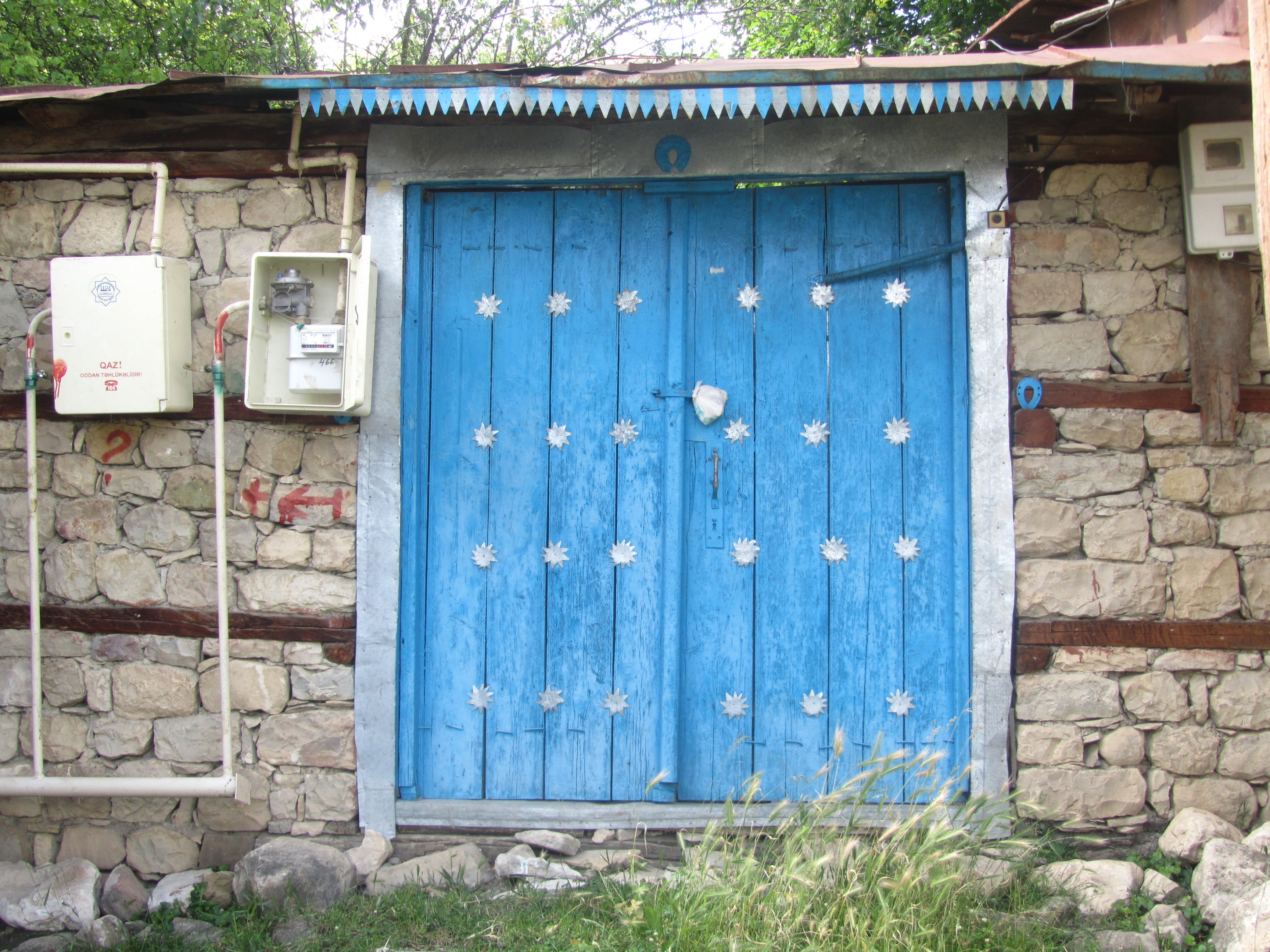
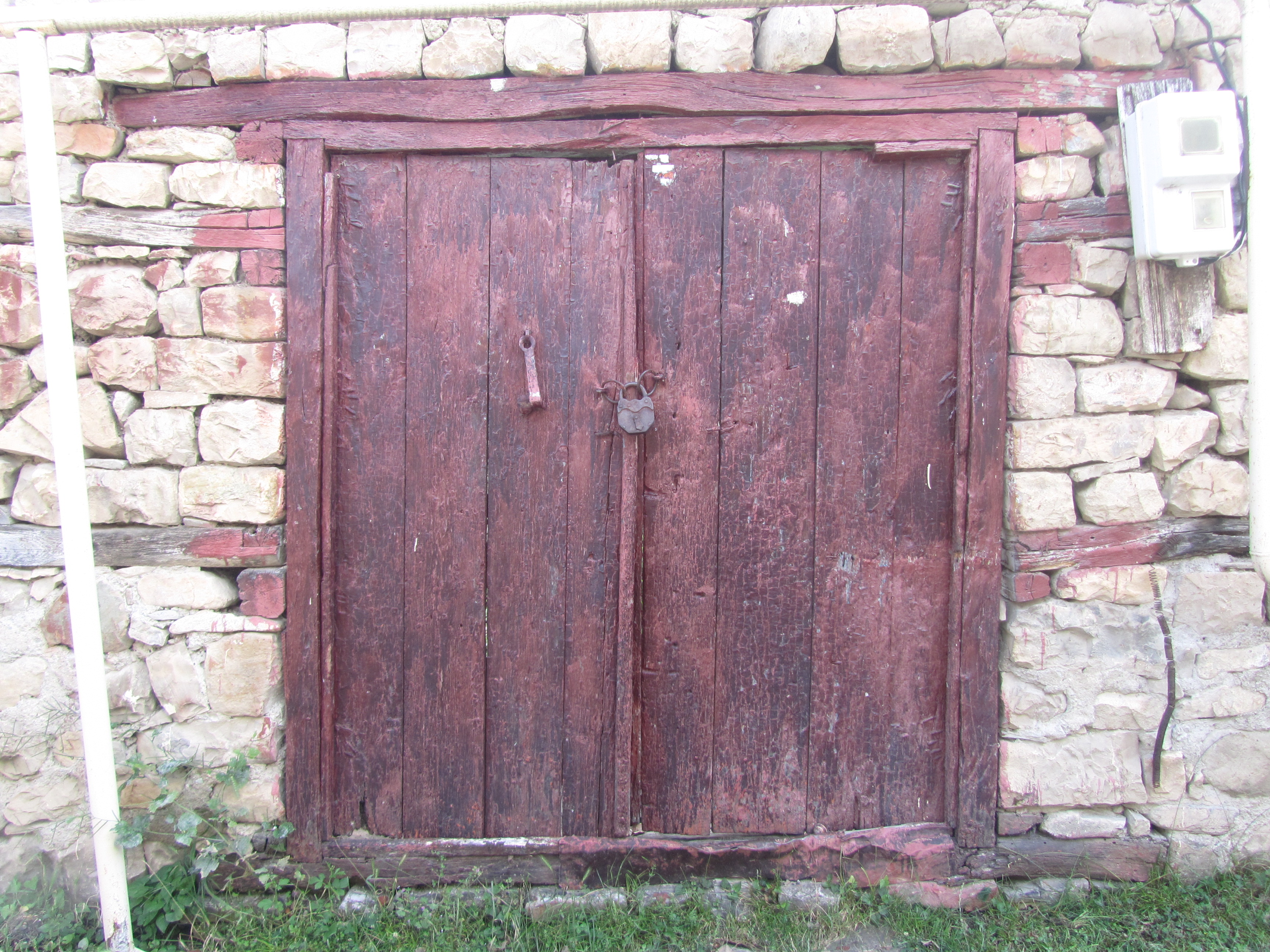